# NGC 4679
NGC 4679 est une vaste galaxie spirale barrée  située dans la constellation du Centaure. Sa vitesse par rapport au fond diffus cosmologique est de 4 932 ± 22 km/s, ce qui correspond à une distance de Hubble de 72,7 ± 5,1 Mpc (∼237 millions d'al). NGC 4679 a été découverte par l'astronome britannique John Herschel en 1835.
La classe de luminosité de NGC 4679 est III et elle présente une large raie HI. Elle renferme également des régions d'hydrogène ionisé.
À ce jour, 44 mesures non basées sur le décalage vers le rouge (redshift) donnent une distance de 57,184 ± 10,503 Mpc (∼187 millions d'al), ce qui est de justesse à l'intérieur des valeurs de la distance de Hubble. Notons cependant que c'est avec la valeur moyenne des mesures indépendantes, lorsqu'elles existent, que la base de données NASA/IPAC calcule le diamètre d'une galaxie et qu'en conséquence le diamètre de NGC 4679 pourrait être d'environ 69,8 kpc (∼228 000 al) si on utilisait la distance de Hubble pour le calculer.

## Supernova
La supernova SN 2001cz a été découverte dans NGC 4679 le 4 juillet 2001 par l'astronome amateur français Robin Chassagne. Cette supernova était de type Ia.

## Groupe de NGC 4709
Selon A.M. Garcia, NGC 4679 est un membre du groupe de NGC 4709 qui compte au moins 42 galaxies dont NGC 4616, NGC 4622B (=PGC 42852), NGC 4622 et NGC 4709.
Le groupe de NGC 4709 fait partie de l'amas du Centaure.